# 国鉄シキ60形貨車
国鉄シキ60形貨車（こくてつシキ60がたかしゃ）は、1923年（大正11年）から1944年（昭和19年）にかけて8両が製造された50トン積み低床式大物車である。低床式のほかに、梁を交換することで平床式・落し込み式としても使用することができる車両であった。当初は明治44年称号規程によるオシウ40形として、オシウ40 - オシウ42の番号が与えられており、1928年（昭和3年）に称号規程改正によりシキ60形のシキ60 - シキ62となった。その後シキ63 - シキ67の5両が追加で製造された。
大正時代に製造されたシキ60 - シキ62の3両は、鉄道省浜松工場が製造した。戦時中の特大貨物輸送急増に対応して田中車輛で1944年（昭和19年）7月 - 8月にシキ63 - シキ67の5両が追加新造された。
日本の貨車として、初めて複式ボギー台車を採用していた。後にTR16形として類別される菱枠台車を2台装備した枕枠を、荷受梁の前後にそれぞれ1台ずつ備える、全部で4台車8軸の車両で、当時としてはかなり大きな貨車であった。全長は18,540 mm（車体長17,600mm）で、このうち荷受梁の部分の長さが12,600 mm、低床部の長さが4,100 mm、低床部のレール面上高さが764 mmであった。空気ブレーキは装備されておらず、側ブレーキのみを装備していた。
枕枠の長さは5,600 mmあった。枕枠の部分は、それだけを分離した形で貨車として利用できるようになっており、荷受梁の部分に形式番号が書かれているほかに、枕枠にも形式番号が「シキ60甲」「シキ61乙」のように甲乙を付けて書き込まれていた。また、枕枠には回転枕木の装備ができるようになっており、車体中央側にも連結器を装備可能になっていた。枕枠のみで利用しているときは30 トン積み平床式大物車の扱いで、回転枕木を利用して曲線通過時の変位を吸収しながら、2台の間に長い貨物を渡しかけて輸送することができた。
また、落し込み式の梁も用意されていた。これは1936年（昭和11年）に鉄道省が自営の信濃川発電所を建設するに際して、変圧器の輸送用に大宮工場で製作したものである。全長は19,174 mm（車体長18,234mm）で、中央に全長4,450 mm、幅1,700 mmの穴が開けられており、この部分に貨物と落し込んで輸送するものであった。信濃川発電所への輸送に使用された後は、一般の貨物輸送用にも転用された。
この他に、陸軍省所有の専用の荷受梁が用意されていた。これは、本形式2両を使用して要塞砲を輸送するためのもので、低床式の荷受梁の中央に心皿を仮設し、その上に2両に渡しかけるように専用荷受梁を搭載することで、都合8台車16軸の大物車として使用できるようになっていた。このときは荷重100 トンであるが、専用荷受梁が20 トンあるので実際の荷重は80 トンであった。
荷受梁を取り外す、あるいは復元する作業は、苗穂・大宮・名古屋・吹田・鷹取・小倉の各工場でのみ行えることになっていた。特に落し込み式梁への交換作業は大宮のみに限定されていた。
1966年度（昭和41年度）から1972年度（昭和47年度）にかけて順次廃車となった。

## 列車砲への改造
使用された貨車の形式はシキ60かシキ100かは明確ではないが、第二次大戦末期に大物車が列車砲へ改造されたという記述が『国鉄百年史』にある。これは軍の要請によって沿岸防備を機動的に行うため改造されたもので、大砲の固定とアウトリガーの取り付けが行われた。しかし本土決戦の回避によって実戦に使用しないまま終戦を迎え、大物車に復旧した。
この列車砲が搭載した砲や配属先についても明確ではないが、本土決戦に備えて東京湾兵団に要塞砲を使用した列車砲部隊が編制されたという記録がある。

## 連合軍専用貨車
1946年6月、横浜港の高島駅－御殿場駅間で戦車を輸送するためシキ60のうち3両が連合軍専用貨車の指定を受けた。この3両は特殊な改造が行われ、富士山麓で行われる訓練にM46戦車を送り届けた。この戦車輸送は朝鮮戦争期には車両限界の問題から経路を変更し、横浜港から沼津海岸までLSTで運び、沼津駅から御殿場駅までを貨車で運ぶよう改められている。輸送が終わると2台は返還されたが、残る1両は1952年にサンフランシスコ平和条約の発効後も米軍専用車として沼津駅に常備されていた。